# 万字炭鉱
万字炭鉱（まんじたんこう）は、かつて北海道空知郡栗沢町（現在の岩見沢市）に存在した炭鉱である。石狩炭田の炭鉱群の一つであり、南部の夕張山地にある夕張炭田に属する。

## 歴史
元々夕張炭鉱の探査チームは、万字炭鉱が存在した渓谷を超えて調査を行っていたこともあり、ほぼ夕張炭鉱と同時期に石炭層が発見されていたと考えられている。当初は、独立系の炭鉱会社（朝吹家）が開発を進めたが、山間僻地であり生産した石炭の輸送の目途が立たなかった。このため隣接する夕張で事業を展開していた北海道炭礦鉄道株式会社（以降、北炭と省略）が1903年（明治36年）に事業を譲り受け、夕張炭鉱方面に輸送路を敷くことで生産量の拡大を図ることとした。
1905年（明治38年）、北炭は炭鉱名を朝吹家の家紋「卍」にちなみ万字炭鉱と命名し本格操業開始。鉄道敷設のための測量を行う傍ら、石炭の輸送は夕張本町方面へ通ずる索道を敷設し運搬を行うという世界的にも珍しい方式が採られた。しかし夕張駅方面への鉄道敷設計画は挫折、改めて岩見沢駅方面への敷設を開始。難工事の末、1914年（大正3年）に軽便鉄道の規格で万字軽便線（後の国鉄万字線）が開通、出炭量も増加を辿った。
万字炭鉱の弱点は、複雑で脆弱な地質条件にあった。山一つ隔てる夕張炭鉱以上に出水量が多く、1950年代には坑道が水没したこともあった。生産量が安定しないため、1960年（昭和35年）に北炭は経営を分離し子会社化、万字炭鉱株式会社が経営を行うこととなった。
その後も地下水量には悩まされ続け、1976年（昭和51年）には台風6号による出水事故のため主力坑道が水没し復旧できないまま閉山に至った。

## 万字地区の町丁
- 万字大平
- 万字幸町
- 万字巴町
- 万字仲町
- 万字睦町
- 万字曙町
- 万字英町
- 万字寿町
- 万字旭町
- 万字西原町
- 万字錦町
- 万字二見町
- 西万字
  - 万字地区には炭鉱従業員とその家族が中心の「万字炭山町内会」と農家など元々の万字地区の住民による「万字市街町内会」があり、仲町・睦町を境界として夕張側が万字炭山町内会、岩見沢市街側が万字市街町内会となっている。

## 統計
| 年代   | 出炭量  | 能率 | 坑内人員 | 坑外人員 | 合計人員 |
| ------ | ------- | ---- | -------- | -------- | -------- |
| 昭和18 | 247,500 | 16.5 | 892      | 359      | 1,251    |
| 19     | 240,300 | 14.5 | 967      | 426      | 1,393    |
| 20     | 178,600 | 10.4 | 993      | 433      | 1,426    |
| 21     | 52,500  | 4.6  | 528      | 432      | 960      |
| 22     | 71,400  | 5.3  | 643      | 481      | 1,124    |
| 23     | 81,200  | 5.4  | 695      | 560      | 1,255    |
| 24     | 105,800 | 6.7  | 766      | 541      | 1,307    |
| 25     | 107,100 | 8.1  | 665      | 439      | 1,104    |
| 26     | 125,000 | 9.3  | 643      | 477      | 1,120    |
| 27     | 118,100 | 9.7  | 591      | 424      | 1,015    |
| 28     | 91,800  | 8    | 576      | 381      | 957      |
| 29     | 73,800  | 11   | 369      | 189      | 558      |
| 30     | 39,800  | 6    | 376      | 177      | 553      |
| 31     | 61,100  | 9.2  | 369      | 175      | 544      |
| 32     | 76,000  | 11.8 | 376      | 167      | 543      |
| 33     | 90,800  | 14.9 | 389      | 163      | 552      |
| 34     | 83,400  | 12.8 | 389      | 156      | 545      |
| 35     | 76,900  | 13.5 | 340      | 135      | 475      |
| 36     | 102,800 | 19.7 | 318      | 116      | 434      |
| 37     | 117,400 | 23.3 | 307      | 112      | 419      |
| 38     | 143,300 | 32.2 | 307      | 54       | 361      |
| 39     | 174,200 | 41.7 | 309      | 38       | 347      |
| 40     | 187,900 | 44.7 | 305      | 46       | 351      |
| 41     | 186,300 | 45.5 | 305      | 35       | 340      |
| 42     | 185,500 | 45.3 | 310      | 34       | 344      |
| 43     | 163,200 | 42.5 | 387      | 28       | 317      |
| 44     | 162,500 | 40.8 | 306      | 30       | 336      |
| 45     | 158,520 | 41.3 | 292      | 28       | 320      |
| 46     | 174,410 | 44.3 | 296      | 29       | 325      |
| 47     | 156,083 | 40.7 | 291      | 29       | 320      |
| 48     | 136,727 | 27.1 | 277      | 30       | 307      |
| 49     | 89,252  | 25   | 256      | 33       | 289      |
| 50     | 25,589  | 8.5  | 261      | 37       | 298      |

## 閉山後
万字地区は1950年代には5000人以上の人口があり、山間部ながら一つの市街地を形成していたが、炭鉱閉山後は人口が激減。2011年をもって地区から商店がなくなった。万字英町に設置されていた岩見沢市万字診療所は2023年度末で廃止されることになった。住民の高齢化が著しく進んでおり、限界集落になっているため、岩見沢市やボランティアが除雪などの援助を行っている。2016年現在77人の人口がある。うち万字巴町は1世帯のみ。万字旭町・万字西原町・万字錦町・万字二見町・西万字は人口0人となっており、炭鉱跡から夕張市方面の北海道道38号夕張岩見沢線沿いには全く民家はない。万字地区全体の人口が80人足らずとなった2016年現在でも町内会は「万字炭山町内会」と「万字市街町内会」が併存しており、元炭鉱従業員とその家族・遺族が「万字炭山町内会」、開拓入植農家や元商店主などが「万字市街町内会」を構成している。「万字炭山町内会」が万字英町鎮座の万字山神社（万字錦町にあった万字炭山神社を遷座）を、「万字市街町内会」が万字幸町鎮座の万字八万神社をそれぞれ管理している。いずれも神主不在の無人の社で社家もなく、総代を置いて町内会が運営にあたっている。無人となった町丁も町名は廃止されておらず、郵便番号も割り振られている。
国鉄万字線は1985年（昭和60年）3月31日限りで廃線となった。旧万字駅舎が万字仲町簡易郵便局の局舎として再利用されているが、局員は局長1人である。万字線廃止後北海道中央バスが北海道中央バス岩見沢ターミナル（岩見沢駅）から万字簡易郵便局前（現・万字バス待合所）間のバス路線万字線を運行していたが、2008年3月をもって万字地区からは撤退し，毛陽交流センター迄に短縮された。代替として、市役所栗沢支所・毛陽交流センターと万字地区とを結ぶ無料市営バス万字線が運行されていた。その市営バス万字線も2022年4月1日のダイヤ改正にて廃止され、同日より日の出交通による「東部丘陵線コミュニティバス」が、岩見沢駅 - 万字待合所間でジャンボタクシー車両により運行を開始した。
万字炭山の周辺は万字炭山森林公園として整備・管理されている。選別場などのコンクリート構造物が施設周辺に老朽化しつつも現存しているほか、夕張市方面の北海道道38号夕張岩見沢線沿いにはかつての高圧送電線の施設などが残っている。かつて湯治場を兼ねた従業員寮だった施設はその後も温泉として存続、1983年に温泉宿「万字温泉奥万字王国」が開業したが、2006年に廃業。2009年9月には建物解体、更地となっている。万字地区の山中からは現在も鉱泉が湧出しており、万字寿町には万字ポンネベツ冷泉利用組合によって維持管理されている温泉スタンド「ポンネベツ冷泉ポンネ湯」がある。
万字英町に岩見沢市役所美流渡出張所万字連絡所（万字交通センター）が置かれており、市職員が常駐している。旧栗沢町立万字中学校（1947年（昭和22年）5月1日開校）は1980年（昭和55年）3月31日閉校となり、間もなく校舎は解体されたが、跡地には校門の門柱や校庭の設備などが残っている。旧栗沢町立万字小学校（1906年（明治39年）9月21日開校）は1990年（平成2年）3月25日に閉校となった。跡地には記念碑が建てられたが、校舎も残され、備品や図書室の蔵書などがそのままになっていたが、廃墟化が進行したため、2010年（平成22年）8月から10月にかけて解体されている。小学校と同じ場所に旧栗沢町立万字保育所もあったが閉園。これも解体されている。
2代目英（はなぶさ）橋等が朽ちつつも残されているほか、当時の炭鉱住宅は個人に払い下げられ、個人住宅となっている。社寺は移転したものもあるが存続している。万字西原町や西万字など無人となった地区にはほとんど道路が通じておらず、既に自然に還っている場所もある。